# North American Soccer League 1984
La temporada 1984 de la North American Soccer League (NASL) fue la 17.ª y última edición realizada de la  primera división del fútbol en los Estados Unidos y Canadá. Se disputó desde el 5 de mayo y terminó el 3 de octubre. 
El campeón fue el Chicago Sting luego de ganar en los 2 partidos en la final al Toronto Blizzard y quedándose con su segunda liga.

## Equipos participantes
- Chicago Sting
- Golden Bay Earthquakes
- Minnesota Strikers (Anteriormente como los FL Strikers)
- New York Cosmos
- San Diego Sockers
- Tampa Bay Rowdies
- Toronto Blizzard
- Tulsa Roughnecks
- Vancouver Whitecaps

### Equipos retirados
- Montreal Manic (Cierre de operaciones)
- Seattle Sounders (Cierre de operaciones)
- Team America (Cierre de operaciones)

## Tabla de posiciones
Sistema de puntos: 6 puntos por una victoria, 4 por una victoria en penales, ninguno por una derrota, y 1 punto adicional a cualquier encuentro disputado que haya marcado hasta 3 goles en un partido.

### División del este
| Pos. | Equipos           | PJ | G  | P  | GF | GC | Dif. | Pts. |
| ---- | ----------------- | -- | -- | -- | -- | -- | ---- | ---- |
| 1    | Chicago Sting     | 24 | 13 | 11 | 50 | 49 | +1   | 120  |
| 2    | Toronto Blizzard  | 24 | 14 | 10 | 46 | 33 | +13  | 117  |
| 3    | New York Cosmos   | 24 | 13 | 11 | 43 | 42 | +3   | 115  |
| 4    | Tampa Bay Rowdies | 24 | 9  | 15 | 43 | 61 | -18  | 65   |

     Clasifica a la fase final.

### División del oeste
| Pos. | Equipos                | PJ | G  | P  | GF | GC | Dif. | Pts. |
| ---- | ---------------------- | -- | -- | -- | -- | -- | ---- | ---- |
| 1    | San Diego Sockers      | 24 | 14 | 10 | 51 | 42 | +9   | 118  |
| 2    | Vancouver Whitecaps    | 24 | 13 | 11 | 51 | 48 | +3   | 117  |
| 3    | Minnesota Strikers     | 24 | 14 | 10 | 40 | 44 | -4   | 115  |
| 4    | Tulsa Roughnecks       | 24 | 10 | 14 | 42 | 46 | -4   | 98   |
| 5    | Golden Bay Earthquakes | 24 | 8  | 16 | 61 | 62 | -1   | 95   |

     Clasifica a la fase final.

## Resultados
- Resultados de la temporada regular de la NASL 1984

## Postemporada

### Semifinales
| Fechas                                                 |                   | Resultado global |                     | Ida          | Vuelta | Desempate |
| ------------------------------------------------------ | ----------------- | ---------------- | ------------------- | ------------ | ------ | --------- |
| 18 de septiembre - 23 de septiembre - 28 de septiembre | Chicago Sting     | 7 - 5            | Vancouver Whitecaps | 0 - 1 (pró.) | 3 - 1  | 4 - 3     |
| 18 de septiembre - 21 de septiembre                    | San Diego Sockers | 1 - 3            | Toronto Blizzard    | 1 - 2        | 0 - 1  |           |

### Finales
| Fechas                      |               | Resultado global |                  | Ida   | Vuelta |
| --------------------------- | ------------- | ---------------- | ---------------- | ----- | ------ |
| 1 de octubre - 3 de octubre | Chicago Sting | 5 - 3            | Toronto Blizzard | 2 - 1 | 3 - 2  |

| Bandera de Estados Unidos            |
| Campeón Chicago Sting Segundo título |

## Goleadores
| Jugador             | Equipo                 | Goles | Puntos |
| ------------------- | ---------------------- | ----- | ------ |
| Slaviša Žungul      | Golden Bay Earthquakes | 20    | 50     |
| Branko Šegota       | Golden Bay Earthquakes | 18    | 47     |
| Ron Futcher         | Tulsa Roughnecks       | 18    | 44     |
| Karl-Heinz Granitza | Chicago Sting          | 16    | 44     |
| Peter Ward          | Vancouver Whitecaps    | 16    | 42     |
| Ade Coker           | San Diego Sockers      | 16    | 39     |

## Premios

### Reconocimientos individuales
- Jugador más valioso

 Slaviša Žungul (Golden Bay Earthquakes)
- Entrenador del año

 Ron Newman (San Diego Sockers)
- Novato del año

 Roy Wegerle (Tampa Bay Rowdies)